# قلعه‌بزه‌رود
قلعه‌بزه‌رود، روستایی از توابع بخش دینور شهرستان صحنه در استان کرمانشاه ایران است.

## جمعیت
این روستا در دهستان کندوله قرار دارد و براساس سرشماری مرکز آمار ایران در سال ۱۳۸۵، جمعیت آن ۲۲۱ نفر (۷۵خانوار) بوده‌است.

## محصولات کشاورزی
اکثر اهالی این روستا به کشاورزی مشغول بوده و محصول عمدهٔ آن‌ها انگور و سیب می‌باشد 
و برخی دیگر از اهالی روستا به دامداری می‌پردازند و برخی دیگر از اهالی به کار هایی مانند خیاطی و آرایشگری می‌پردازند. 

## نام روستا
علت نام‌گذاری این روستا قلعهٔ بزرگی است که در بخش جنوب غربی این روستا بوده‌است .این قلعه که قدمتی 300 ساله دارد محل زندگی مالکان محلی بوده‌است و در سال 1367 به علت مرگ یکی از اهالی روستا درحال  کندن قنات برای قعله  ، این قلعه به اتش کشیده می‌شود و مقدار زیادی از آن تخریب گردیده است، قلعه در باغ وسیع و بزرگی بنام شش باغ واقع شده است که شامل باغ سیب و انگور قدیمی می باشد.

## در نهضت مشروطه
در زمان مشروطه و ابتدای استبداد صغیر حکومت محمدعلی شاه قاجار، آیت‌الله سید عبدالله بهبهانی را به دینور تبعید و ایشان مدتی در بزهرود زندانی بود و آخوند خراسانی و سایر مشروطه خواهان در تلاش آزادی بهبهانی بودند.